# Taifa Granada
Taifa Granada (arabsky  طائفة غرناطة, transkripce Ta'ifat Gharnata), často také (Zirídské) království Granada, byl v letech 1013–1090 jedním z muslimských taifských států v Andalusii, který založila dynastie Zirí pocházející ze severní Afriky. Hlavním městem byla Granada (Gárnata v arabštině), které se Zirídové roku 1013 zmocnili a započali vládu granadských emírů. Navzdory křesťanskému označení „království“ se tedy jednalo o emirát.

## Dějiny

### Raná historie
Když na Iberský poloostrov přišli Arabové, existovalo na území pozdějšího města Granady již osídlení, tvořené dvěma osadami: Iliberis (Elvira),na území dnešní ho Albaicínu a Alcazaby, a Garnáta na protějším vrchu, která byla spíše čtvrtí Iliberis. Arabové nazvali místo Garnat Al-Jahúd (‏اليهود‎, Granada Židů).
V roce 711 se Iliberis zmocnil berberský náčelník Tárik (Tariq, ‏طارق‎) s pomocí Židů. O dva roky později ovládl Abd al-Aziz po vzpouře natrvalo celé území. Roku 740 vypuklo další berberské povstání, které se rozšířilo po celém poloostrově. K jeho porážce byla povolána syrská vojska. Syřané však byli poraženi.
Za nezávislého Córdobského emirátu (v roce 756) se arabské osídlení vyskytovalo ve dvou sídelních centrech: v Albaicínu a v Alhambře („Červená“, ‏الحمرا ء‎). Rok po smrti Al Mansúra (Almansor, ‏المنصور‎) v roce 1010 zde již bylo město, známé jako Garnáta, které však bylo zničeno občanskou válkou. Pravidelné boje propukaly vždy, když se měnil panovník.

### První království (Taifa) Zirídů

Taifské státy roku 1037

Roku 1013 přišla ze severní Afriky dynastie Zirí, kterou založil Zawi íbn Zirí, zmocnila se Garnáty a založila zde nezávislé království (Taifa), které trvalo až do jejího vymření roku 1090; od tohoto okamžiku zde vládli Almorávidé (‏المُرَابطون‎), a ač přetrvávaly vnitřní boje, město se rozvíjelo, krásnělo a budovalo veřejné stavby. Protože vnitřní i vnější boje neměly konce, požádali místodržící roku 1146 o pomoc nový lid ze severu Afriky: Almohady.

### Osud Andalusie po zániku Taify Granady
Po roce 1212, kdy došlo k bitvě u Las Navas de Tolosa, se ve všech taifských královstvích dnešní Andalusie rozšířila anarchie. Povstání Ibn Huda u Murcie a jeho rozšíření po celé Andalusii vedlo ke zhroucení režimu Almohadské říše. Ibn Hud nebyl schopen ubránit zemi před Kastilií a Leónem. V letech 1230 a 1231 utrpěl mnohé porážky a musel začít platit křesťanům tribut.